# West Sacramento (Kalifornia)
West Sacramento város az Amerikai Egyesült Államok Kalifornia államában, Yolo megyében. Lakosainak száma 53 915 fő (2020. április 1.).

## Népesség
A település népességének változása:

| 2010 | 48 744 |
| 2020 | 53 915 |